# Віхіга
Віхіга (англ. Vihiga) — місто в Західній провінції Кенії. В адміністративному відношенні знаходиться в межах однойменного округу. Місто розташоване за 5 кілометрів на південь від екватора, на дорозі, що сполучає міста Кісуму і Какамега. Віхіга знаходиться на східній стороні національного лісового заповідника Какамега.
Станом на 2012 рік в населеному пункті проживало 27 127 осіб. Основне населення міста становить етнічна група мараголі (одна зі складових народу лух'я), більшість представників якої є квакерами.